# 4159 Freeman
A 4159 Freeman (ideiglenes jelöléssel 1989 GK) a Naprendszer kisbolygóövében található aszteroida. Eleanor F. Helin fedezte fel 1989. április 5-én.